# Налбандян, Роберт
Роберт Налбандян (арм. Ռոբերտ Նալբանդյան, англ. Robert Nalbandyan; 14 июля 1937, Ереван, Армянская ССР — 12 ноября 2002) —  советский и американский учёный-химик, один из первооткрывателей фотосинтетического белка плантацианина. Пионер в области свободных радикалов.

## Биография
Родился в Ереване, Армянская ССР, 14 июля 1937 года. Образование получил в МГУ. В 1996 году эмигрировал в США.

### Свободные радикалы
В исследовании свободнорадикальных центров в пекарских дрожжах Sacharomices cerevisia, которое проводили аспиранты МГУ Р.М. Налбандян и А.Ф. Ванин в далеком 1963 году был зарегистрирован пик сигнала электронного парамагнитного резонанса (ЭПР) при g-факторе 2,03, который на спектрах ЭПР мог быть не замеченным. Р.М. Налбандян и А.Ф. Ванин обратили внимание на необычный сигнал. В это время мало кто мог подумать, что случайное открытие парамагнитных центров с g-фактором 2,03 впоследствии будет иметь огромные последствия для медицинской химии и биологии. Это дало старт изучению природы ответственных за этот сигнал парамагнитных центров, которыми могли оказаться железо-серные комплексы.